# Kaunas-Schmetterlingstümmler
Der Kaunas-Schmetterlingstümmler (litauisch Kauno drugelis) ist eine kleine, tiefgestellte Taube mit würfelförmigem Kopf und kurzem Schnabel. Dieser kurzschnäblige Tümmler wurde in der ersten Hälfte des zwanzigsten Jahrhunderts aus lokalen Schlägen in der litauischen Stadt Kaunas erzüchtet und in der zweiten Hälfte weiter verbessert. Die Rasse ist relativ temperamentvoll und vital und soll ähnlich den Schmetterlingen fliegen, woher sich der Name Kaunas-Schmetterling ableitet.  
Der Kaunas-Schmetterling ist immer glattfüßig und glattköpfig. Die Augen sind perlfarbig, groß und ausdrucksstark.
Der Schmetterlingstümmler ist relativ klein und kurz, hat aber eine breite Körperform. Nach Schütte wird er einfarbig und blau mit schwarzen Binden gezüchtet. Rücken und Schwanz bilden eine abfallende Linie. Die Schwingen liegen auf dem Schwanz, der aus 12 Steuerfedern besteht.

## Andere litauische Rassen
Lietuvos pašto-parodinis, Lietuvos figūrinis, Aukštaičių burbulis,  Klaipėdos aukštaskraidis, Dainavos spalvotagalvis, Vilniaus naktinis, Sūduvos spalvotagalvis, Kauno žuvėdrėlė, Lietuvos žuvėdrėlė, Vilniaus spalvotašonis